# 岡直遙
岡 直遙（おか なおはる、1911年 - 1965年5月10日）は、日本の法学者。専門は行政法。八幡大学教授。福岡県宗像郡出身。

## 来歴
宗像郡の神社宮司の四男として生まれる。福岡高等学校 (旧制)から九州帝国大学法文学部法律学科に入学、宇賀田順三に師事する。
九大卒業後、三井鉱山に入社。1954年（昭和29年）八幡大学法経学部に講師として就任。行政法各論、地方自治法、国家公務員法の講義を受け持った。古武士的な峻厳さと謙虚さを兼ねる反面リベラル的な性格も持った責任感の強い教授であった。
また大学の厚生補導課長として八幡大学野球部長を務め1961年（昭和36年）には九州六大学野球連盟リーグで初優勝を齎した。1965年（昭和40年）病死。

## 主要論文
- 西独バイエルン市町村制について1～7　 八幡大学論集11～14　1960,7～1964,5
- バイエルン地方吏員法概説　　八幡大学論集12　1962,2
- 警察条例序論　　　宇賀田順三博士還暦記念法学論文集　1966年3月30日発行